# This Video of David Lynch Is Not What It Seems
This Video of David Lynch Is Not What It Seems è un cortometraggio web del 2018 scritto, prodotto, montato, fotografato, musicato e diretto da David Lynch come da campagna originale per il sito di fundraising online Omaze.

## Trama
David Lynch si trova all'interno di una scatola, dove effettua azioni tipiche dei suoi film e lavori, come ad esempio parlare al contrario, provare ad aprire una cassaforte che si trova all'interno della scatola in cui Lynch è localizzato e far ballare un videogramma di una ballerina di hula soltanto con la forza del pensiero. Il corto si conclude con Lynch che si comincia a muovere in modo strano e l'immagine bloccarsi continuamente senza fermarsi su di lui, mentre ancora è in movimento.